# Abass Bonfoh
El Hadj Abass Bonfoh (Kabou, 23 november 1948 – aldaar, 30 juni 2021) was een Togolees staatsman en lid van de regerende Rassemblement du Peuple Togolais (RPT). 

## Carrière
Hij was directeur onderwijsplanning in de departementen Kara en Kpalime. In 1999 werd hij voor de RPT in de Nationale Assemblée gekozen. Van 2002 tot 25 februari 2005 – de dag dat hij waarnemend president werd – was hij eerste plaatsvervangend voorzitter van de Assemblée nationale. Na het terugtreden van Faure Eyadéma (die zich kandidaat stelt voor de presidentsverkiezingen van maart 2005) werd Bonfoh op 25 februari 2005 tot waarnemend president van Togo benoemd. De verkiezingen van april 2005 werden gewonnen door Faure Eyadéma en op 4 mei 2005 werd de laatste beëdigd. El Hadj Abass Bonfoh was de eerste Islamitische president van Togo.
Bonfoh overleed op 72-jarige leeftijd.
Sylvanus Olympio · Emmanuel Bojollé · Nicolas Grunitzky · Kléber Dadjo · Gnassingbé Eyadéma · Faure Eyadéma · Abbas Bonfoh (interim) · Faure Eyadéma